# Elsie (Oregon)
Elsie az Amerikai Egyesült Államok északnyugati részén, Oregon állam Clatsop megyéjében, a U.S. Route 26 és az Oregon Route 103 csomópontjának közelében elhelyezkedő önkormányzat nélküli település.
Az 1892 és 1943 között működő posta első vezetője George Gragg volt, aki a névadó Elsie Foster rokona.
A Camp 18 étteremben favágómúzeum működik.

## Fordítás
- Ez a szócikk részben vagy egészben  az   Elsie, Oregon című angol Wikipédia-szócikk ezen változatának fordításán alapul.  Az eredeti cikk szerkesztőit annak laptörténete sorolja fel. Ez a jelzés csupán a megfogalmazás eredetét és a szerzői jogokat jelzi, nem szolgál a cikkben szereplő információk forrásmegjelöléseként.